# 索科卢穆罕默德帕夏清真寺
索科卢穆罕默德帕夏清真寺（土耳其語：Sokollu Mehmed Paşa Camii）是一座奥斯曼清真寺，位于土耳其伊斯坦布尔法提赫区的卡杜爾加（Kadirga）街区。

## 历史
索科卢穆罕默德帕夏清真寺，由奥斯曼帝国建筑师科查·米馬爾·希南为大維齊爾索库鲁·穆罕默德帕夏（蘇丹苏莱曼大帝的孙女婿）设计，兴建于1571年到1572年。

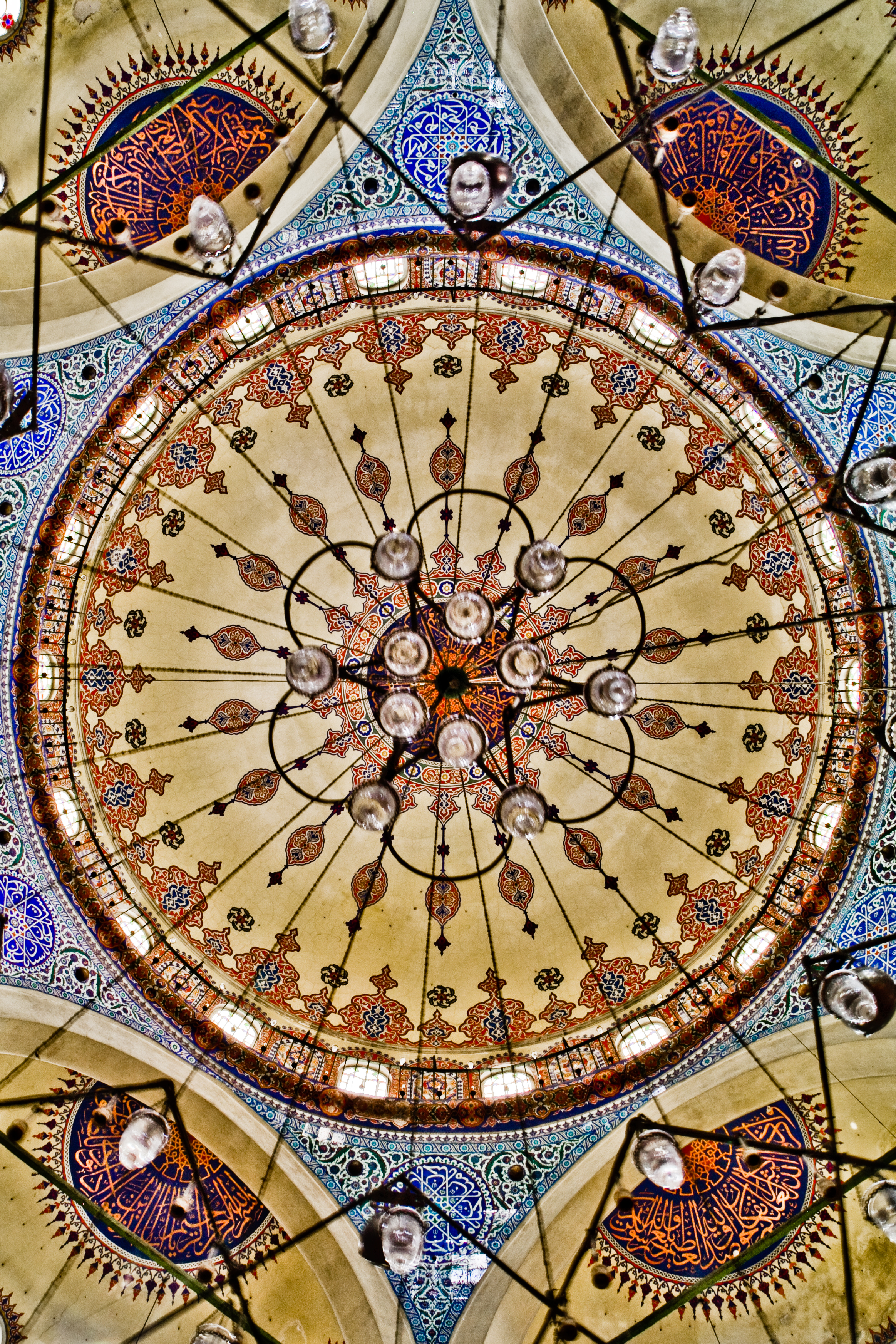
穹顶